# Wereldkampioenschappen touwtrekken
De wereldkampioenschappen touwtrekken worden georganiseerd door de Tug of War International Federation (TWIFF).
Er wordt in verschillende gewichtsklassen gestreden en er vindt zowel een outdoor als indoor wereldkampioenschap plaats. In België is de Belgische Touwtrekbond (BTB) verantwoordelijk voor de selectie en in Nederland is dat de Nederlandse Touwtrekbond (NTB).
Op 11 maart 2018 won het Nederlandse team in het Chinese Xuzhou het goud in de gewichtsklasse van 600 kilogram. Op hetzelfde toernooi werd zilver behaald in de gewichtklasse van 640 kilogram.
Hieronder staat een onvolledige lijst van de touwtrek-kampioenen.

## WK Outdoor
- 560 kilogram
  - 1984 -  Engeland (Oxney)
  - 1988 -  Engeland (Leek)
  - 2004 -  Engeland (Sandhurst)
- 640 kilogram
  - 1975 -  Engeland (Sheen)
  - 1976 -  Engeland (Sheen)
  - 1978 -  Engeland (Beech Hill Blues)
  - 1980 -  Engeland (Beech Hill Blues)
  - 1986 -  Engeland (Oxney)
  - 1988 -  Engeland (Oxney)
  - 1998 -  Engeland (Felton Eccles)
- 720 kilogram
  - 1975 -  Engeland (Bosley)
  - 1976 -  Engeland (Bosley)
  - 1977 -  Engeland (Sheen)
  - 1978 -  Engeland (Sheen)
  - 1980 -  Engeland (Sheen)
  - 1982 -  Engeland (Gateway)
- Catchweight
  - 1984 -  Engeland (Kilroe)

## WK Indoor
- 560 kilogram
  - 1991 -  Engeland (Leek)
  - 1993 -  Engeland (Norton)
  - 1997 -  Engeland (Norton)
  - 1999 -  Engeland (Kilroe)
  - 2000 -  Engeland (Kilroe)
  - 2002 -  Engeland (Kilroe)
  - 2004 -  Engeland (Kilroe)
  - 2006 -  Engeland (Kilroe)
  - 2010 -  Noord-Ierland
- 600 kilogram
  - 2000 -  Engeland (Norton)
  - 2010 -  Schotland
  - 2018-  Nederland
- 640 kilogram
  - 1991 -  Engeland (Sheen)
  - 1993 -  Engeland (Sheen)
  - 1997 -  Engeland (Uppertown)
  - 1999 -  Schotland
  - 2002 -  Engeland (Norton)
  - 2004 -  Schotland
  - 2010 -  Engeland (Sheen)
  - 2012 -  Engeland (Sheen)
- 680 kilogram
  - 1991 -  Engeland (Beech Hill Blues)
  - 1993 -  Engeland (Kilroe)
  - 1997 -  Engeland (Raunds)
  - 1999 -  Engeland (BAC)
  - 2000 -  Engeland (BAC)
  - 2002 -  Engeland (BAC)
  - 2004 -  Schotland
  - 2010 -  Schotland
- Dames 500 kilogram
  - 2010 -  Chinees Taipei
- Dames 520 kilogram
  - 1997 -  Engeland (Leek Ladies)
- Dames 540 kilogram
  - 2010 -  China